# Првенство Јужне Америке у фудбалу 1922.
Првенство Јужне Америке 1922.  је било шесто издање овог такмичења, сада познатог по имену Копа Америка. Турнир је требао да буде одржан у Чилеу али је Бразил тражио да он буде домаћин првенства и тиме обележио 100. година од проглашења независности. Турнир је одржан у Рио де Жанеироу, Бразил од 17. септембра до 22. октобра 1922. године. Домаћин, репрезентација Бразила, је заузела прво место на крају првенства. Титулу најбољег стрелца је освојио Аргентинац Хуан Франкија са 4 постигнута гола.

## Град домаћин
| Рио де Жанеиро          |
| ----------------------- |
| Стадион дас Ларанжеирас |
| Капацитет: 20.000       |
|                         |

## Учесници
1.  Аргентина

2.  Бразил

3.  Уругвај

4.  Парагвај

5.  Чиле

## Табела
| Репрезентација | И | Д | Н | И | ДГ | ПГ | ГР | Бод. |
| -------------- | - | - | - | - | -- | -- | -- | ---- |
| Бразил         | 4 | 1 | 3 | 0 | 4  | 2  | +2 | 5    |
| Парагвај       | 4 | 2 | 1 | 1 | 5  | 3  | +2 | 5    |
| Уругвај        | 4 | 2 | 1 | 1 | 3  | 1  | +2 | 5    |
| Аргентина      | 4 | 2 | 0 | 2 | 6  | 3  | +3 | 4    |
| Чиле           | 4 | 0 | 1 | 3 | 1  | 10 | −9 | 1    |

## Утакмице
| Бразил  | 1–1 | Чиле      |
| ------- | --- | --------- |
| Тату 9’ |     | Браво 41’ |

| Чиле | 0–2 | Уругвај                          |
| ---- | --- | -------------------------------- |
|      |     | Хегуј 10’ · Урдинаран 19’ (пен.) |

| Бразил      | 1–1 | Парагвај  |
| ----------- | --- | --------- |
| Амилкар 14’ |     | Ривас 71’ |

| Аргентина                                    | 4–0 | Чиле |
| -------------------------------------------- | --- | ---- |
| Кијеза 10’ · Франкија 36’, 41’ · Гаслини 75’ |     |      |

| Бразил | 0–0 | Уругвај |
| ------ | --- | ------- |
|        |     |         |

| Парагвај                            | 3–0 | Чиле |
| ----------------------------------- | --- | ---- |
| Рамирез 5’ · Лопез 78’ · Фретес 86’ |     |      |

| Уругвај    | 1–0 | Аргентина |
| ---------- | --- | --------- |
| Буфони 43’ |     |           |

| Уругвај | 0–1 | Парагвај   |
| ------- | --- | ---------- |
|         |     | Елизече 7’ |

| Бразил                        | 2–0 | Аргентина |
| ----------------------------- | --- | --------- |
| Неко 42’ · Амилкар 86’ (пен.) |     |           |

| Парагвај | 0–2 | Аргентина                |
| -------- | --- | ------------------------ |
|          |     | Франкија 63’, 79’ (пен.) |

Цео тим Парагваја се повукао са терена у знак протеста после досуђеног пенала, по њима непреведно досуђеног.

### Плеј оф
На крају групне фазе победник није добијен пошто су три репрезентације завршеиле са идентичним скором. Планирано је да се одиграју утакмице између три изједначене репрезентације, Бразил, Уругвај и парагвај, али се Уругвај повукао пошто се играчи морали да се врате кућама.
Утакмица одлуке је потом одиграна између Бразила и Парагваја. Победом од 3:0 Бразил је освојио титулу шампиона.
| Бразил                      | 3–0 | Парагвај |
| --------------------------- | --- | -------- |
| Неко 11’ · Формига 48’, 89’ |     |          |

## Листа стрелаца
4 гола
- Франкија

2 гола
| - Амилкар - Ривас | - Формига | - Неко |

1 гол
| - Кијеза - Гаслини - Тату - Браво | - Елизече - Фретес - Лопез - Рамирез | - Буфони - Хегуј - Урдинаран |